# Józef Kenig
Józef Teofil Konstanty Kenig (Koenig, König) (ur. 16 lutego 1821 w Krakowie, zm. 13 marca 1900 w Warszawie) – polski dziennikarz, publicysta, krytyk teatralny i sztuk pięknych, wieloletni redaktor naczelny "Gazety Warszawskiej", uznawany za „potentata opinii”, brat Jana Ignacego, mąż Salomei Palińskiej, ojciec Włodzimierza.

## Życiorys

### Rodzice i rodzeństwo

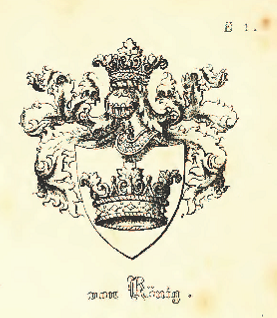
Herb rodu Kenigów (Königów)

Urodził się w Wolnym Mieście Krakowie jako syn Teofila (ur. ~1786) i Józefy z Romanowskich (ur. ~1793). Jego ojciec, z pochodzenia Niemiec z Królestwa Hanoweru, był inspektorem skarbu województwa płockiego. Prawdopodobnie wywodził się z rodziny szlacheckiej, o czym świadczy chociażby tytulatura używana w stosunku do niego i jego najbliższych w aktach stanu cywilnego. Matka, z pierwszego małżeństwa Sławęcka, pochodziła z rodziny szlacheckiej herbu Bożawola, spokrewnionej m.in. z Tarnowskimi i Ossolińskimi. Jej ojciec był właścicielem majątku Chrapków koło Pińczowa, a jednym z braci Filip Romanowski, znany warszawski malarz I połowy XIX wieku. Józef Kenig był najstarszy z rodzeństwa. Po nim na świat przyszło jeszcze czworo dzieci – Jan Ignacy Florian (późniejszy dyrektor kolei mikołajewskiej w Rosji, stale mieszkający w Petersburgu), Teofila, Franciszka i Antoni (zmarł w niemowlęctwie).

### Nauka
Latem 1830 rodzice wysłali Józefa do Krakowa. Tam mieszkał u swojej ciotki Emilii z Romanowskich i jej męża Adolfa hr. de Rochetin, zubożałego francuskiego arystokraty – emigranta i obywatela miasta Krakowa (Emilia i Adolf byli rodzicami chrzestnymi Józefa). W 1831 rozpoczął naukę w Liceum św. Anny, które ukończył w 1834 z bardzo dobrymi wynikami. Przez pewien czas uczęszczał tam również jego brat Jan. Potem Józef Kenig został przyjęty na Uniwersytet Jagielloński, gdzie studiował na wydziale filologicznym. Jednym z jego profesorów był Michał Wiszniewski. Tam też zaprzyjaźnił się z Gustawem Ehrenbergiem.
Po przerwaniu studiów z powodów finansowych (jego ojciec zmarł w 1831, matka borykała się z tego powodu ze znacznymi problemami finansowymi), wyjechał do Chrapkowa będącego wówczas własnością jego wuja Marcina Romanowskiego. Po roku wstąpił do gimnazjum w Kielcach, które ukończył "z II nagrodą". Następnie przeniósł się do Warszawy, gdzie został aplikantem w sądzie pokoju – wbrew wcześniejszym planom poświęcenia się medycynie (zadecydowały o tym jego własne problemy zdrowotne). Oprócz tego utrzymywał się jeszcze z lekcji prywatnych. Wszedł do grona "Cyganerii Warszawskiej", stykał się m.in. z Cyprianem Kamilem Norwidem. Wtedy też umieścił swoje pierwsze prace literackie w "Nadwiślaninie" (1841). W tym samym roku zamieścił swój pierwszy artykuł w Gazecie Warszawskiej.

### Kariera dziennikarska
Od 1843 stał się stałym współpracownikiem "Gazety Warszawskiej". Od 1851 był jej współredaktorem (wraz z Antonim Lesznowskim). Po śmierci Lesznowskiego w 1859 został redaktorem naczelnym i pozostał nim aż do 1889. W tym też okresie "Gazeta Warszawska" stała się jednym z najważniejszych pism Królestwa Polskiego, mającym przemożny wpływ na opinię publiczną. Pozostawała jednak przez ten cały czas umiarkowanie prawicowa, znajdując najszersze grono czytelników wśród ludzi związanych z dawnym stronnictwem "Białych" z powstania styczniowego tzn. zamożnego ziemiaństwa, arystokracji, burżuazji, wyższych sfer inteligenckich i urzędniczych. W 1889 r. Kenig wszedł w konflikt z głównym zarządcą "Gazety Warszawskiej" Stanisławem Lesznowskim (1848–1909), który zakończył się odejściem tego pierwszego z redakcji i jego przejściem do innego popularnego pisma warszawskiego "Słowa". Równocześnie, nadal pisywał też artykuły do innych gazet jak "Tygodnik Ilustrowany", "Kurier Warszawski", "Niwa".

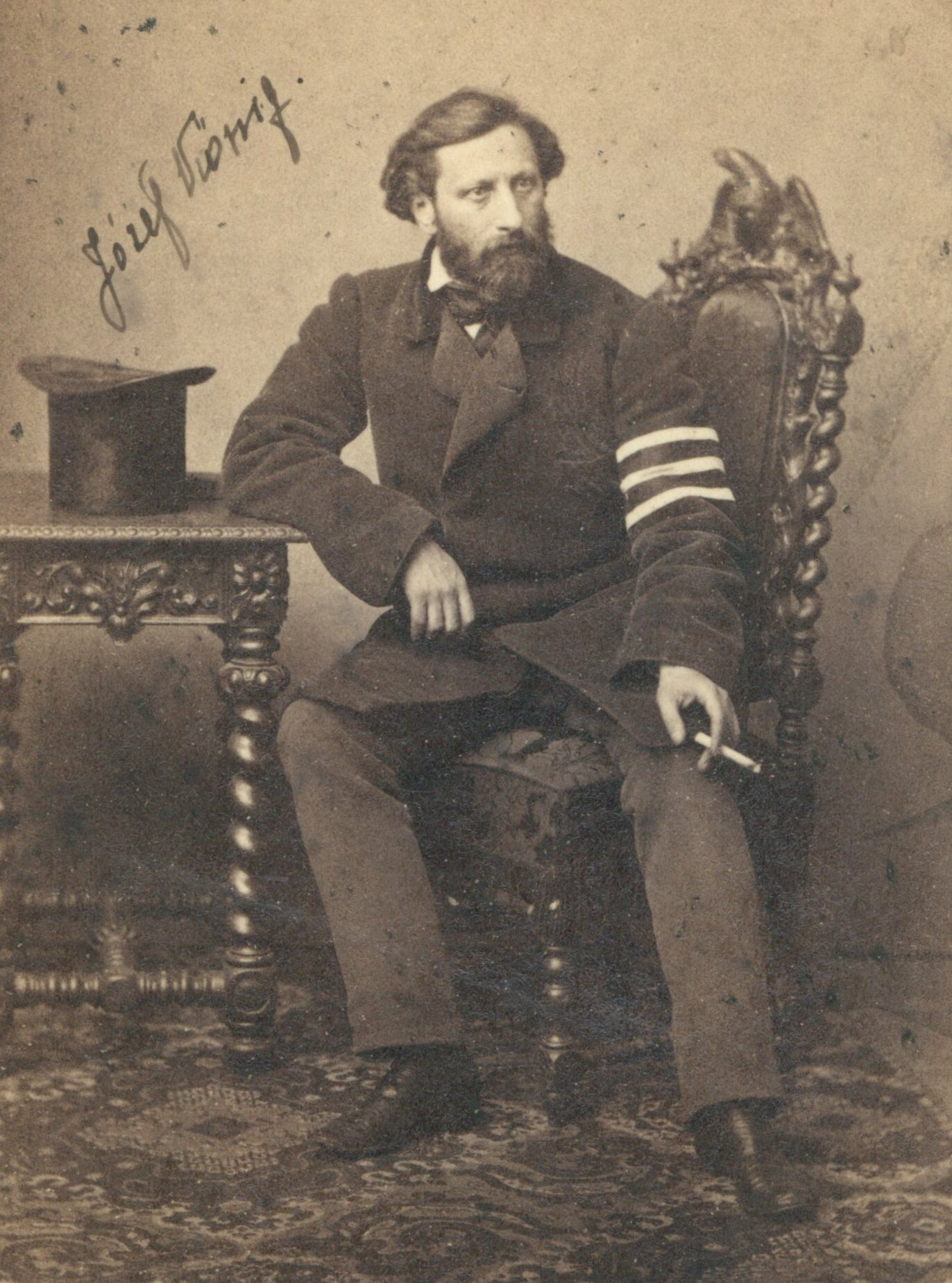
Józef Kenig, 1861 r.

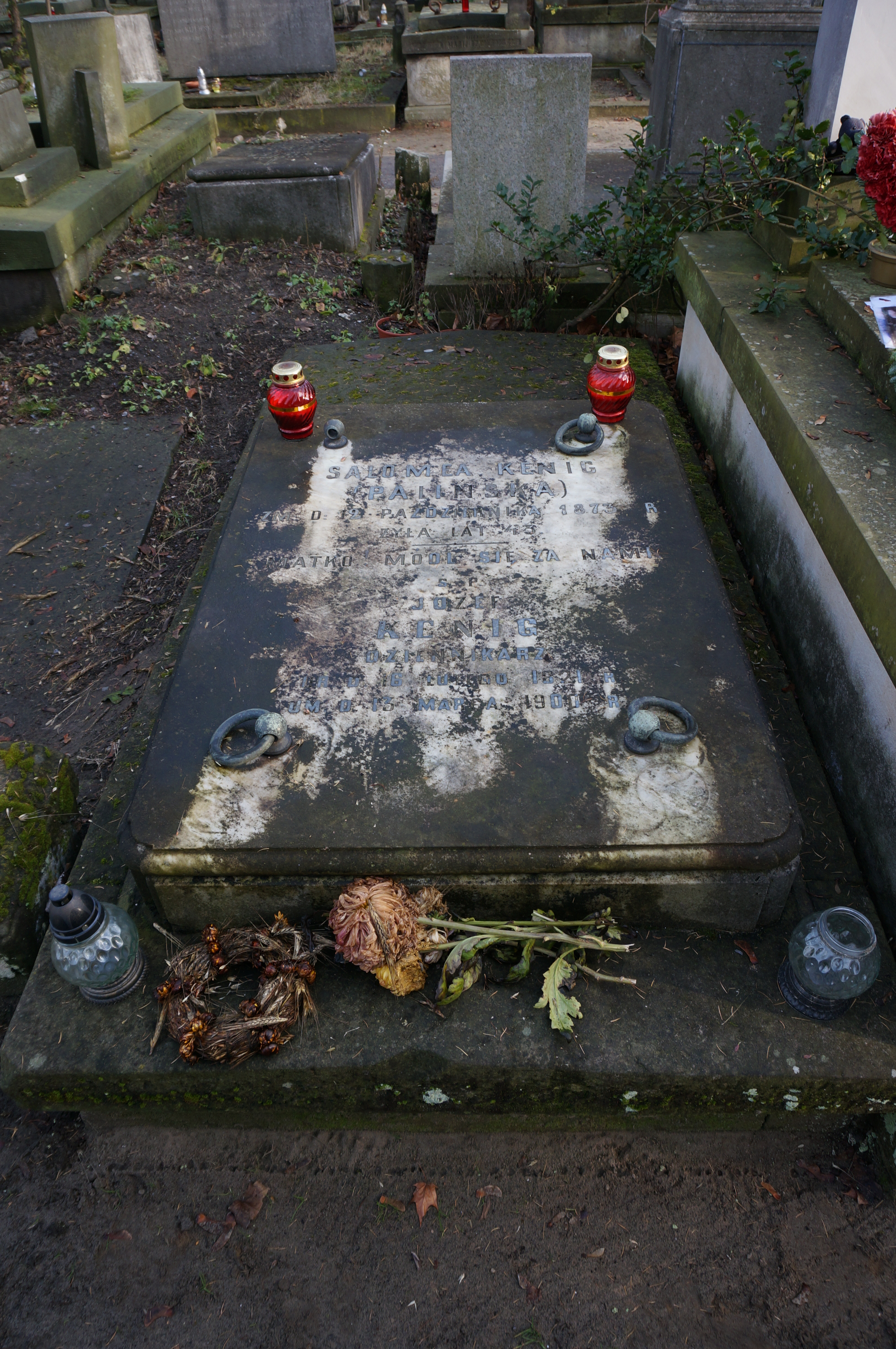
Grób Józefa Keniga na cmentarzu Powązkowskim

### Aktywny obywatel Warszawy
Kenig był człowiekiem bardzo zaangażowanym w życie polityczne i kulturalne Warszawy II połowy XIX wieku. W lutym 1861 został członkiem Delegacji Miejskiej. Po powstaniu styczniowym był członkiem komisji budżetowej Miasta Warszawy, zasiadał też w kilku komisjach do spraw reformy teatrów miejskich. Cieszył się wielkim zaufaniem prezydenta Warszawy Sokrata Starynkiewicza. Pod koniec życia pełnił przez wiele lat urząd prezesa Komitetu Właścicieli Listów Zastawnych Towarzystwa Kredytowego Ziemskiego, który obejmowali ludzie zasłużeni i cieszący się autorytetem.

### Broszura z 1896
W 1896 r. wydał w Warszawie broszurę "Sprawa chińsko-japońska i dwa odczyty" (jedyna jego praca wydana nie na łamach gazet, ale osobno). Zawarł w niej trzy swoje stanowiska : zapowiedź możliwego zalewu Europy i Ameryki przez rasę żółtą (w znaczeniu zdobycia przewagi świata Dalekiego Wschodu nad Zachodem), wykazanie źródeł powstania nowych prądów w literaturze Europy Zachodniej (modernizm), obrona XIX wieku przed oskarżeniami pesymistów (zwłaszcza dekadentów) – to ostatnie było kontynuacją jego dawniejszych tez – w 1861 r. nazwał swój wiek "stuleciem zadośćuczynienia". Tekst ten uznano za jeden z ważniejszych wśród innych dotyczących podsumowania XIX stulecia.

### Żona i dzieci
Józef Kenig ożenił się w 1868 r. w warszawskim kościele św. Antoniego przy ulicy Senatorskiej z Salomeą Palińską, aktorką dramatyczną Warszawskich Teatrów Rządowych. Miał z nią troje dzieci: Józefę Salomeę, Stanisława Jana i Marię Julię.
Syn Stanisław Jan (zm. 1926) był fabrykantem, współwłaścicielem fabryki chemicznej w Strudze, starsza córka Józefa Salomea (córka chrzestna Juliusza Kossaka) była jedną z organizatorek Towarzystwa Śpiewaczego "Lutnia", Maria Julia była początkującą malarką, a jej artystyczny rozwój przerwała tragiczna, przedwczesna śmierć, jeszcze za życia ojca.

### Śmierć
Józef Kenig zmarł w nocy 13 marca 1900 r. w swoim mieszkaniu przy ulicy Hortensji 7 (ob. Górskiego) w Warszawie. Jego pogrzeb odbył się 15 marca 1900 r. Konduktowi przewodził ks. rektor Zygmunt Chełmicki (późniejszy prałat), przyjaciel zmarłego. Trumnę z dolnego kościoła św. Krzyża przewieziono, przy udziale blisko 2 tys. żałobników, na cmentarz Powązkowski, gdzie znajdował się grób jego żony i córki. Tam też spoczął w kwaterze 3-2-17. Msza pogrzebowa odbyła się w dniu następnym – celebrował ją sufragan warszawski ks. biskup Kazimierz Ruszkiewicz. Do dzisiaj grób J. Keniga znajduje się pod opieką rodziny.
W kilka lat później w kościele pokarmelickim w Warszawie wmurowano tablicę poświęconą Józefowi Kenigowi, ufundowaną przez jego kolegów i przyjaciół.

### Potomkowie
Wnukiem Józefa był Marian Mieczysław Kenig (1895–1959), kapitan Wojska Polskiego, międzywojenny działacz PPS, dowódca Robotniczej Brygady Obrony Warszawy w 1939 r. Do dzisiaj żyje tylko dwoje potomków Józefa Keniga noszących jego nazwisko – prawnuk Tadeusz i praprawnuczka Małgorzata (po mężu Getka). Oprócz nich w Polsce oraz w Niemczech żyje kilku innych potomków, dla których Józef Kenig jest przodkiem po kądzieli.